# Unicharm
Unicharm K.K. (jap. ユニ・チャーム株式会社, Yuni Chāmu Kabushiki kaisha, engl. Unicharm Corporation) ist ein börsennotiertes (Tokyo Stock Exchange) japanisches Unternehmen im Bereich Konsumgüter.
Unicharm stellt in erster Linie Windeln und Artikel der Monatshygiene her. Der Sitz der Zentrale befindet sich im westlichen Flügel des Sumitomo Fudosan Mita Twin Buildings in Mita im Tokioter Bezirk Minato. Das Unternehmen wurde 1961 gegründet.